# 冯特民
冯特民（1883年—1913年10月26日），原名超，後改名一，字特民，以字行，又字惕庵。湖北江夏（今武昌）人。中国民主革命家，民初新疆省政治人物。

## 生平
冯特民毕业于湖北自强学堂。1904年（光绪三十年），在武昌参加科学补习所。1905年夏，与陆费逵等人接办《楚报》，抨击时政；还参与组织日知会，任评议员，日知会的文书章则大多由冯特民拟定。中国同盟会湖北分会成立后，冯特民率先加盟。1906年冬，日知会遭到政府查封，冯特民避入湖北陆军四十标统带杨缵绪军中当文书。1907年，杨缵绪被任命为伊犁将军标统，冯特民、李辅黄等人随杨缵绪军赴新疆伊犁。到伊犁后，冯特民以新军混成协书记官的身份为掩护，主持伊犁同盟会工作，在军队、哥老会及各族群众中发展了大批同盟会会员。1910年3月，冯特民在惠远城创办《伊犁白话报》，担任主笔。该报以汉文、满文、蒙古文、维吾尔文四种文字出版，并在新疆迪化、塔城、宁远、绥定、霍尔果斯以及北京、天津、上海、汉口等地设“代办处”。该报宣传民族平等团结，鼓吹革命。
1911年武昌起义后，辛亥革命爆发。1912年1月7日夜，冯特民、李辅黄等人组织领导了伊犁革命党人起义，1月8日凌晨控制惠远城，光复伊犁，宣告独立，并且很快稳定了伊犁局势。冯特民任起义军参谋长。起义后成立中华民国新伊大都督府，冯特民任外交部长。不久，冯特民率军同清朝新疆巡抚袁大化的军队在精河一线作战，相持数月。1912年5月停战议和，成立新疆都督府，杨增新任都督，冯特民任外交司长。但冯特民拒不赴任，乃改任伊犁外交司长、塔城道观察员等职。
1913年10月26日，在杨增新唆使下，冯特民、李辅黄被杀害。